# Château de Flée
Le château de Flée est un château du XVIIIe siècle situé  au Val-Larrey (Côte-d'Or) en Bourgogne-Franche-Comté .

## Localisation
À la limite nord du village entre la RD 103h et le ruisseau du Larrey.

## Historique
Une ancienne maison forte est attestée dès 1252. En 1364, Jacques de la Bussière est seigneur de Flée. Le domaine vendu en 1417 à Girard Forcault appartient à M. de Thalemer en 1461. En 1776, Claude Courtépée mentionne sa récente reconstruction par N. du Tile de Saint-Séverin. À moitié détruit pendant la Seconde Guerre mondiale, le château est sauvé de la ruine en 1980 par M. et Mme Bach qui le restaurent dans le respect de l'art[réf. souhaitée].

## Architecture
Établi à l’ouest d'une terrasse soutenue par des murs composites et bordée au nord de vestiges de fossés le château de Flée est un bâtiment du XVIIIe siècle construit selon un plan en H. Cette terrasse est précédée à l'ouest d'une basse-cour qui communique avec le château par une imitation de pont-levis. Les seuls vestiges anciens sont une tour ronde qui domine la basse-cour au nord et, près de l'entrée de celle-ci, une guérite octogonale[réf. souhaitée]. 
Les piliers de l'entrée, les façades et les toitures du château, les escaliers extérieurs sur le jardin, et des pavillons d'entrée, des communs et du colombier, l'escalier intérieur avec sa cage, le salon central avec son décor, la cheminée de la cuisine sont inscrits aux monuments historiques par arrêté du 21 mars 1983.

## Mobilier
On remarque l'escalier intérieur et sa cage, le décor du salon central et la cheminée de la cuisine.